# Sculpteurs Dan

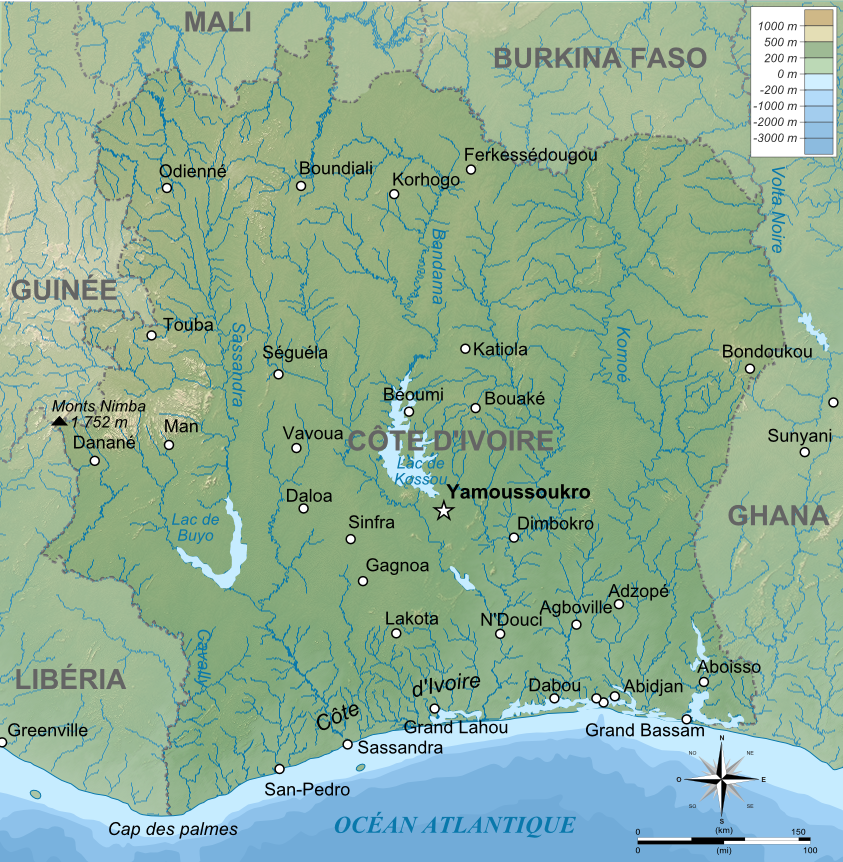
Carte de la Côte d'Ivoire

Les sculpteurs Dan (ou Yacouba) sont issus d'un peuple d'agriculteurs, de l'ouest de la Côte d'Ivoire, limitrophe du Liberia et de la Guinée. Ils sont particulièrement réputés pour leurs sculptures en bois, notamment dans la première moitié du XXe siècle.

## Notions de culture Dan

### La renommée (tin) chez les Dan

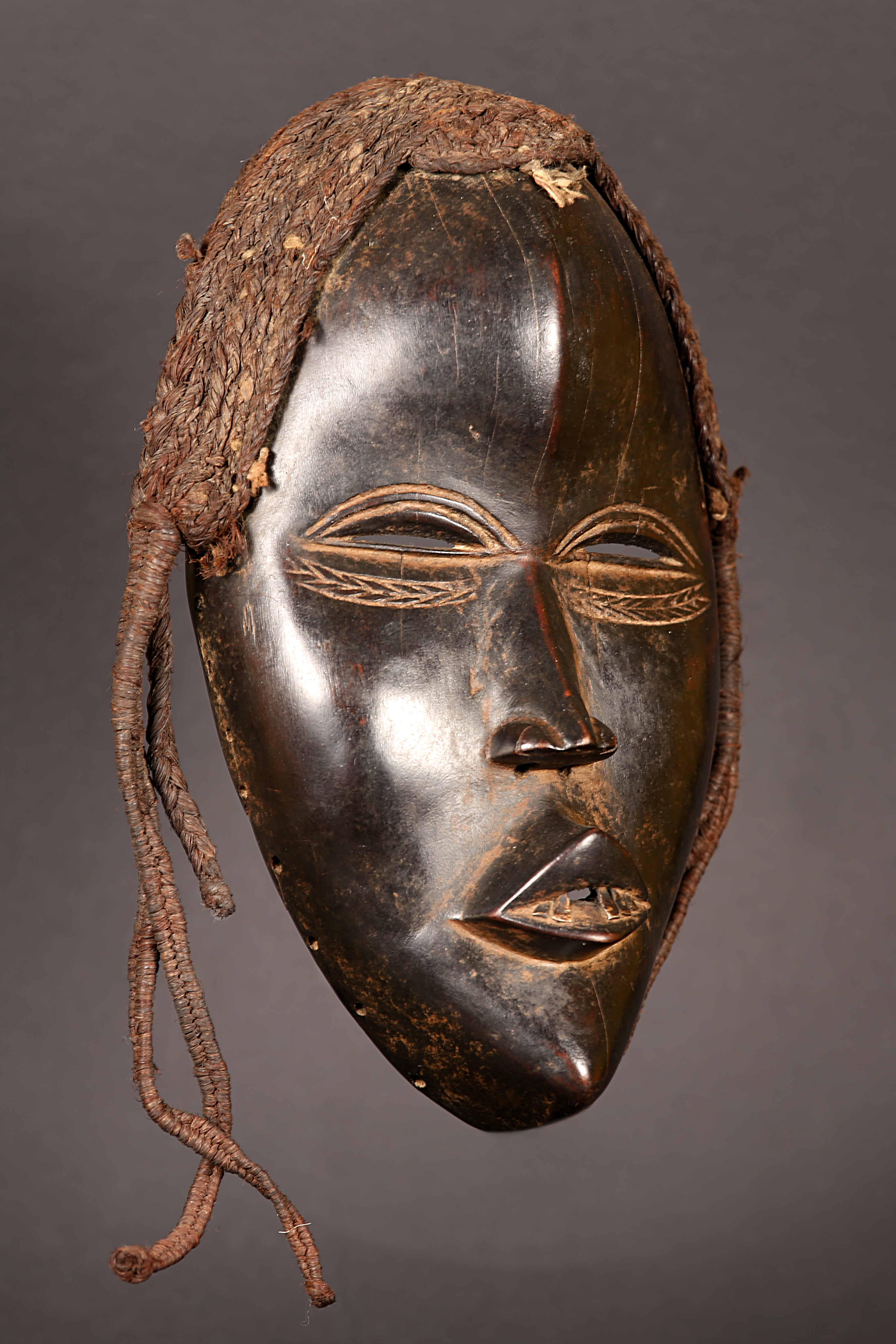
Masque Dan de Côte d'Ivoire

La renommée tient une place importante dans la culture Dan. Les sculpteurs Dan cherchent à se démarquer les uns des autres par des exploits techniques et esthétiques.Eberhard Fischer, ethnologue, explique ce phénomène par une peur ancestrale d'être vendu comme esclave. Le seul moyen d'y échapper étant alors de se rendre indispensable à la communauté.

### Les masques (gle)
Le masque a encore un rôle essentiel dans la société Dan au début du XXe siècle. Il est la "matérialisation d'esprits désireux d'exercer une influence sur la vie du village" et intervient dans divers rituels religieux, politiques ou sociaux, comme la plupart des masques de cérémonie africains, en Côte d'Ivoire comme ailleurs.
Ces masques peuvent représenter des figures féminines, masculines ou encore animales. Ils sont reconnaissables à leur modelé pur, à la finesse de leurs traits et la nervure frontale (qui représente une scarification) qui va, généralement, du front jusqu'à la bouche.
ils ont souvent une patine brillante et sont parfois recouvert de kaolin ou d'un autre enduit plus grossier et coloré.

## Un maître d'art
Ce sont les hommes qui sculptent le bois, les femmes n'y sont pas autorisées. Ils sont nommés "personne habile dans le travail du bois" . il existe deux sortes de sculpteurs : ceux qui font les cuillères et ceux qui font les masques mais peuvent également sculpter d'autres objets (statuettes, cuillères de cérémonie, etc.).

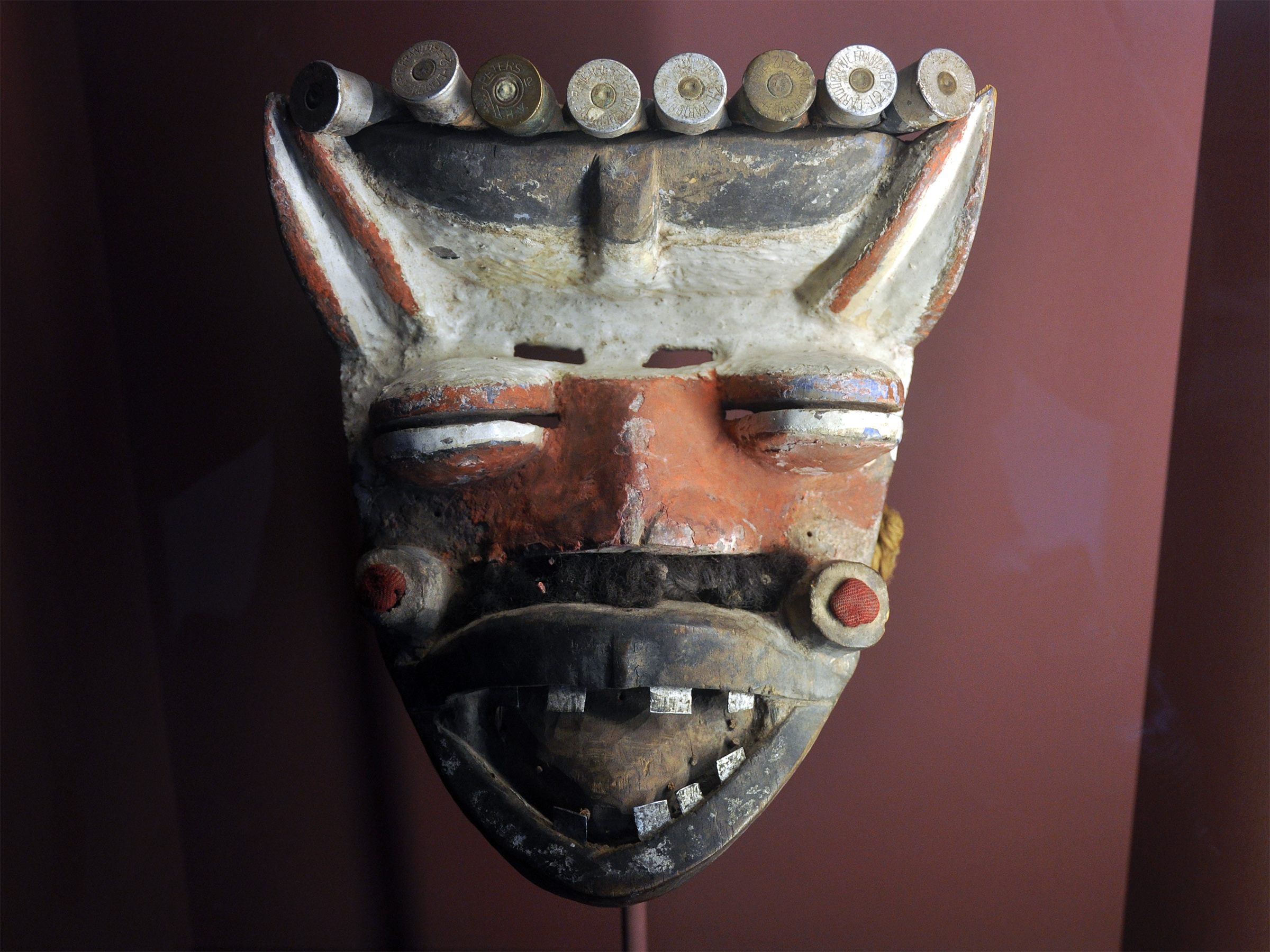
Masque Dan, orné d'une rangée de cartouches et utilisé pour des danses guerrières. Côte d'Ivoire

Pour se former, un jeune Dan observe le travail d'un maître sculpteur si celui-ci l'y autorise. Il devient alors apprenti pour de nombreuses années parfois. Les sculpteurs sont reconnus socialement et ils reçoivent le titre honorifique de "pères des masques". C'est également eux qui apprêtent les masques, effectuent des réparations ou des copies en cas de dégradations trop importantes.

### Procédés de fabrication
Le processus de fabrication du masque est réglementé : le sculpteur doit, par exemple, s'abstenir de relations sexuelles durant la fabrication. Ce travail demande beaucoup de concentration et de précision.
Le sculpteur choisit un bois vert, l'essence de l'arbre dépendant de l'utilisation finale de l’objet. Le morceau de bois qui sert à la fabrication du masque provient généralement d'un tronc fendu dans sa longueur, l'arrondi servant à sculpter le visage.

### Reconnaissance des maîtres sculpteurs
Longtemps maintenus dans l'anonymat par les historiens des arts, notamment européens, les artistes sculpteurs Dan ne le sont toutefois pas dans leurs contrées. Les jeunes sculpteurs entretiennent la mémoire de leurs illustres prédécesseurs et leur statut est reconnu, comme cela a été signalé auparavant.
Eberhard Fischer (op.cit.) retrace le parcours de quatre maîtres Dan de Nyor Diaplé, considéré comme le village des sculpteurs : Uopié, Tamé, Si et Tompiémé. Tous les quatre étant nés approximativement du début du XXe siècle.